# Нампхо
Нампхо (на корейски: 남포특별시, Ханджа: 南浦特別市, правопис по системата на Маккюн-Райшауер Namp'o) е град в Северна Корея, на територията на провинция Южен Пхьонан. До 2004 е директно управляван град, а днес има специален статут.

## Природа
Нампхо се намира в югозападната част на страната, на северния бряг на река Тедон и на 15 км източно от устието ѝ. Климатът е континентален, но с малко валежи, което възпрепятства развитието на земеделието.

## Административно деление
- Ваудо-куйок (와우도구역)
- Хангу-куйок (항구구역)
- Чхолима-кун (천리마군)
- Кансо-кун (강서군)
- Рьонган-кун (룡강군)
- Теан-кун (대안군)

Нампхо се намира на територията на историческия корейски регион Квансо.

## Икономика
Нампхо е свързан с Пхенян и други градове чрез железопътна линия и магистрала. Пристанището на града е с капацитет до 20 хил. кораба на година, а самите кораби могат да бъдат с тегло до 50 хил. тона. Това е най-голямото севернокорейско пристанище на Жълто море. По устието на река Тедон е изградена 8-километрова морска стена с 36 шлюза. Благодарение на нея нивото на реката се повишава, което благоприятства земеделието, а преграденото устие осигурява запаси от питейна вода за населението. Градът е основният център на корабостроене. Индустрията включва и производство на стъклени изделия, металургичен център и солници за добив на морска сол.

## Култура
В града има общо 5 университета и няколко колежа:
- Университет на Нампхо
- Университет по медицина
- Университет Сохе
- Университет по агрономия
- Университет по морско дело и риболов
- Колежите Самхва и Сънгван и колеж по корабостроене.

Други забележителности са увеселителният парк Ваудо, туристически плаж, няколко древни гробници и минералните извори Кансо. Съществуват центрове за рехабилитация и спа центровете Съсан и Чхонсан.